# Verbena filicaulis
Verbena filicaulis — вид трав'янистих рослин родини Вербенові (Verbenaceae), зростає в Аргентині й пд. Бразилії.

## Опис
Рослина 40 см заввишки; стебла трав'янисті, тонкі, прямовисні, 4-кутні, поперечно-смугасті, розгалужені від основи; часто гілки, дещо лежачі, випростані до верхівки; базальні міжвузля короткі, апікальні до 10 см завдовжки. Рослини від голих до злегка запушених. Прикореневі листки (1.5)2.2(4) x (1)2(3) см, листові пластини 2-перисті чи 3-лопатеві, з цілою центральною лопаттю, основа звужується до короткого черешка 2–5(10) мм завдовжки, вершина від гострої до загостреної. Чашечка (2)3.5(4.3) мм завдовжки, 5 короткими трикутними зубчиками. Віночок лілійний чи фіалковий, трубка (3.5)4.5(6) мм довжиною.

## Поширення
Країни поширення: Аргентина, пд. Бразилія.